# 李继贞
李继贞（16世纪？—1642年），字徵尹，号萍槎。直隶苏州府太仓州（今属江苏省）人。明朝政治人物。

## 生平
与吳梅村是世交。萬曆三十一年（1603年）癸卯科應天鄉試舉人，萬曆四十一年（1613年）中進士。大理寺觀政，授直隸大名推官，四十三年同考河南鄉試，四十六年升南京工部屯田司主事，天啓元年補北屯田司，本年改营缮司主事，二年迁兵部职方司主事。天启四年（1624年）秋，典试山东，坐试录刺魏忠贤，降级，已而削籍。崇祯元年（1628年），起兵部武选司员外郎，进职方郎中。擢尚宝寺卿，照旧管职方郎中事。崇禎四年（1631年），为易五房主考官。三年加尚寶司卿，六年会叙甘肃功，继贞请起用故巡抚梅之焕，帝遂发怒，削继贞籍。已，论四川桃红坝功，复官，致仕。十一年用荐起，历两京尚宝卿，迁顺天府丞。寻超拜兵部右侍郎兼右佥都御史，巡抚天津，督蓟辽军饷。十四年冬，诏发水师援辽，坐战舰不具，除名。得疾，卒于途。赠右都御史。

## 著作
著有《津門奏草》、《萍槎集》、《雪虹閣集》等。

## 家族
曾祖李國顯。祖父李天表，父李春榮。

## 延伸阅读
[在维基数据编辑]
 《明史卷二百四十八》，出自《明史》
 在维基共享资源阅览影像
| 官衔          | 官衔                            | 官衔          |
| ------------- | ------------------------------- | ------------- |
| 前任： 孫如蘭 | 明朝大名府推官 1613年－萬曆年間 | 繼任： 陳世埈 |
| 前任： 孫傳庭 | 明朝順天府府丞 1639年－崇禎年間 | 繼任： 戴澳   |